# Эдрик (король Кента)
Эдрик (англ. Eadric; умер 31 августа 686) — король Кента (685—686) из Кентской династии.

## Биография
Когда умер его отец Эгберт I, Эдрик был ещё очень молод, а потому королём Кента стал его дядя Хлотхер. Возможно, достигнув совершеннолетия, Эдрик стал править вместе с дядей. Во всяком случае, свод законов того времени носит имя двух королей.
Правление Эдрика было недолгим. В «Англосаксонкой хронике» сообщается о нападении на Кент короля Уэссекса Кэдваллы и его брата Мула в 686 году. Вероятно, Эдрик погиб в борьбе с ними. Однако одна из франкских хроник датирует его низложение с престола 31 августа 687 года.